# Nazionale maschile di rugby a 15 delle Tonga
La nazionale tongana di rugby a 15 è la selezione maschile di rugby a 15 (o Rugby union) che rappresenta Tonga in ambito internazionale.
Attiva dal 1924, opera sotto la giurisdizione della Tonga Rugby Union.
Dal 2006 la nazionale tongana è impegnata regolarmente nella Pacific Nations Cup, che la vede di fronte ad altre nazioni oceaniche e non. In precedenza, dal 1982 al 2005 disputò il defunto Pacific Tri-Nations, di cui si aggiudicò tre edizioni nel 1984, nel 1990 e nel 1994, accedendo alla serie Super 10 1995; nel 1999 e nel 2000 prese parte anche a due edizioni del Pacific Rim.
Inoltre, Tonga è sempre stata presente alla Coppa del Mondo di rugby fuorché per l'edizione 1991, quando fallì la qualificazione; alla rassegna iridata, non è mai riuscita a superare la prima fase a gironi.
I giocatori della nazionale sono noti con il soprannome di ’Ikale Tahi, che in italiano significa "aquile di mare". Similmente ai vicini polinesiani, la formazione è solita effettuare una danza di guerra (Kailao), nota come Sipi Tau, prima di ogni incontro ufficiale.

## Storia
La disciplina del rugby fu introdotta nel Regno di Tonga durante i primi anni del XX secolo da marinari e missionari europei; del tardo 1923 la costituzione della federazione nazionale Tonga Rugby Union. Il debutto internazionale di Tonga avvenne il 15 agosto 1924 con la partita giocata nella capitale Nukuʻalofa e vinta 9-6 contro Figi; l'incontro faceva parte di una serie di tre test match: il secondo perso per 3-14 e l'ultimo, quello decisivo, pareggiato 0-0. Da quell'anno Tonga e Figi giocarono delle serie di tre incontri ad anni alterni. Le partite tra le due nazioni del Pacifico erano duramente combattute; molti sostennero che le antiche guerre di faida tra gli isolani furono trapiantate sul campo di rugby. Le tensioni sorte nel 1928, durante la terza partita della serie che vide Figi recarsi a Tonga, forzarono l'interruzione del match con la nazionale tongana in vantaggio 12-6. Nella seconda metà degli anni 1950, Tonga iniziò a disputare una serie di incontri analoga anche con Samoa.
Il 21 maggio 1960 Tonga sconfisse i New Zealand Māori in tour a Tonga e nelle Samoa Occidentali, per poi recarsi a sua volta in tournée in Nuova Zelanda nel 1969.
Dagli anni sessanta alla prima metà degli anni ottanta la nazionale tongana partecipò ai Giochi del Pacifico conquistando, in ordine: una medaglia d'argento nel 1963, una di bronzo nel 1983 e una d'oro nel 1979.
Negli anni 1970 si intensificò l'attività della selezione nazionale; nei mesi di giugno e luglio del 1973 si recò in tour in Australia con dieci incontri in programma, due dei quali contro i Wallabies. Nel primo test la nazionale australiana si impose per 30-12, ma nel secondo incontro, giocato il 30 giugno a Brisbane, i tongani vinsero una partita storica per 16-11, segnando quattro mete a due.
L'anno successivo intrapresero una tournée in Regno Unito e Canada venendo sconfitti 8-44 dalla Scozia XV, 4-40 dall'Inghilterra Under-23 e 7-26 dal Galles XV, riportando soltanto due vittorie su undici incontri disputati, una delle quali nel match conclusivo contro il Canada (40-14). Il 1975, invece, fu l'anno per un nuovo tour in Nuova Zelanda, esperienza ripetuta una terza volta nel 1983.
La nazionale tongana restò poco conosciuta in Europa fino al 1986, quando il Galles si recò in tour nelle Isole del Pacifico. All'inizio della partita contro Tonga il flanker gallese Mark Brown fu vittima di una brutale azione di gioco di tre avanti tongani che provocò una rissa generale tra i giocatori di entrambe le squadre. Il mediano di mischia gallese Robert Jones descrisse questo fatto come: «la peggiore rissa a cui io abbia mai assistito su un campo di rugby». Dopo l'incontro Jonathan Davies definì la nazionale tongana come: «la squadra più scorretta contro cui io abbia mai giocato». Del 1982 la prima edizione del Pacific Tri-Nations sulla falsariga del ben più noto Tri Nations; Tonga si aggiudicò l'edizione 1984. Le Aquile di mare presero parte alla Coppa del Mondo di rugby 1987, la prima edizione della competizione mondiale iridata, giocando nello stesso girone di Canada, Galles ed Irlanda, ottenendo rispettivamente tre sconfitte per: 4-37, 16-29 e 9-32.
La nazionale tongana non riuscì a qualificarsi alla Coppa del Mondo 1991. Nel 1990 e nel 1994 Tonga vinse altre due volte il Pacific Tri-Nations ed ebbe accesso al Super 10 1995, terminando all'ultimo posto del proprio girone con un solo punto conquistato.
Nel 1995 la squadra si qualificò alla Coppa del Mondo prevalendo sulle Figi per la differenza punti. In questa edizione, ospitata dal Sudafrica, la nazionale tongana vinse 29-11 contro la Costa d'Avorio nell'ultima partita del girone, dopo avere perso 10-38 contro la Francia e 5-45 con la Scozia. Durante il match contro gli ivoriani si verificò un grave infortunio al tre quarti ala Max Brito che da allora fu costretto sulla sedia a rotelle. La seconda vittoria nella competizione mondiale arrivò durante l'edizione 1999 sconfiggendo l'Italia 28-25.
Nel maggio 1997 la selezione tongana intraprese un tour in Africa meridionale disputando, tra gli altri incontri, tre test match con Zimbabwe, Namibia e Sudafrica, aggiudicandosi i primi due; mentre, nell'ottobre dello stesso anno si recò in tournée nel Regno Unito dove disputò 12 match e il test ufficiale contro la nazionale gallese, perdendo 46-12.
Il 16 giugno 1999, Tonga ottenne la sua vittoria casalinga più prestigiosa sconfiggendo la Francia per 20-16 a Nuku’alofa durante il tour francese in Polinesia e Nuova Zelanda. Il 16 giugno 2000 arrivò, invece, la sconfitta per 0-102 contro la Nuova Zelanda, con 15 mete realizzate dagli All Blacks, che rappresenta la peggiore sconfitta subita dalla nazionale tongana; sconfitta bissata nel 2021 durante i test di giugno e luglio.
Negli stessi anni la squadra nazionale prese parte a due edizioni del Pacific Rim, torneo internazionale disputato tra i Paesi appartenenti all'area geografica dell'Anello del Pacifico. Nel novembre 2001 Tonga intraprese una tournée ufficiale in Scozia e Galles abdicando in tutti e quattro gli incontri, tra cui i test match con le due nazionali delle regioni visitate.
Nel 2002 le, dopo aver perso le prime quattro gare contro Figi e Samoa, Aquile di mare centrarono la qualificazione alla Coppa del Mondo 2003 superando agevolmente Papua Nuova Guinea nello spareggio oceanico e Corea del Sud ai ripescaggi. Alla 5ª edizione della Coppa del Mondo di rugby, Tonga non riuscì a vincere alcuna partita del proprio girone, la sconfitta 20-27 contro il Galles fruttò l'unico punto in classifica.
Nel 2006 venne soppresso il Pacific Tri-Nations in favore della Pacific Nations Cup, competizione gestita interamente dall'IRB. Alla Coppa del Mondo di rugby 2007 la nazionale tongana si qualificò nuovamente tramite il doppio spareggio oceanico con le Isole Cook e il ripescaggio contro la Corea del Sud. Alla competizione iridata mondiale, una serie di prestazioni positive fruttarono due vittorie per 25-15 contro gli Stati Uniti e 19-15 con Samoa, oltre ad una dignitosa sconfitta per 25-30 contro gli Springboks futuro campione del mondo. Nel novembre 2009 un nuovo tour ufficiale in Europa portò due sconfitte nette con Irlanda A e Scozia A e una vittoria sul Portogallo.
Nel novembre 2009 un nuovo tour ufficiale in Europa portò due sconfitte nette con Irlanda A e Scozia A e una vittoria sul Portogallo; esperienza ripetuta ad un anno esatto di distanza affrontando e superando Italia e French Barbarians. Nel 2011 la partecipazione all'ultima edizione della Churchill Cup con la sconfitta nella finale per il Plate contro gli Azzurri.
Grazie al terzo posto durante la fase a gironi dell'edizione precedente, le Tonga furono automaticamente qualificate alla Coppa del Mondo di rugby 2011. Dopo l'inaspettata sconfitta con il Canada, la selezione ottenne una prestigiosa quanto sorprendente vittoria sconfiggendo la Francia 19-14 e, poi, superò il Giappone 31-18. Il 24 novembre 2012, durante un nuovo tour in Europa, le Tonga registrarono la loro prima storica vittoria contro la Scozia vincendo in trasferta col punteggio 21-15.
Alla Coppa del Mondo di rugby 2015 la nazionale tongana esordì nella fase a gironi perdendo 10-17 contro la Georgia e ottenne l'unica vittoria sconfiggendo la Namibia 35-21, a fronte delle nette sconfitte contro Argentina e Nuova Zelanda. Alla fine Tonga si piazzò al quarto posto dietro i georgiani.
Nel 2013, 2014, 2016 e 2017 le Aquile di mare continuarono a recarsi in tournée in Europa per affrontare formazioni nazionali e club ad inviti quali i Barbarians francesi.
Tonga si qualificò alla Coppa del Mondo di rugby 2019 grazie ai risultati della World Rugby Pacific Nations Cup 2016 e 2017; alla massima competizione internazionale di rugby a 15, la nazionale vinse un incontro su quattro superando gli Stati Uniti d'America col punteggio di 31-19.

## La Sipi Tau

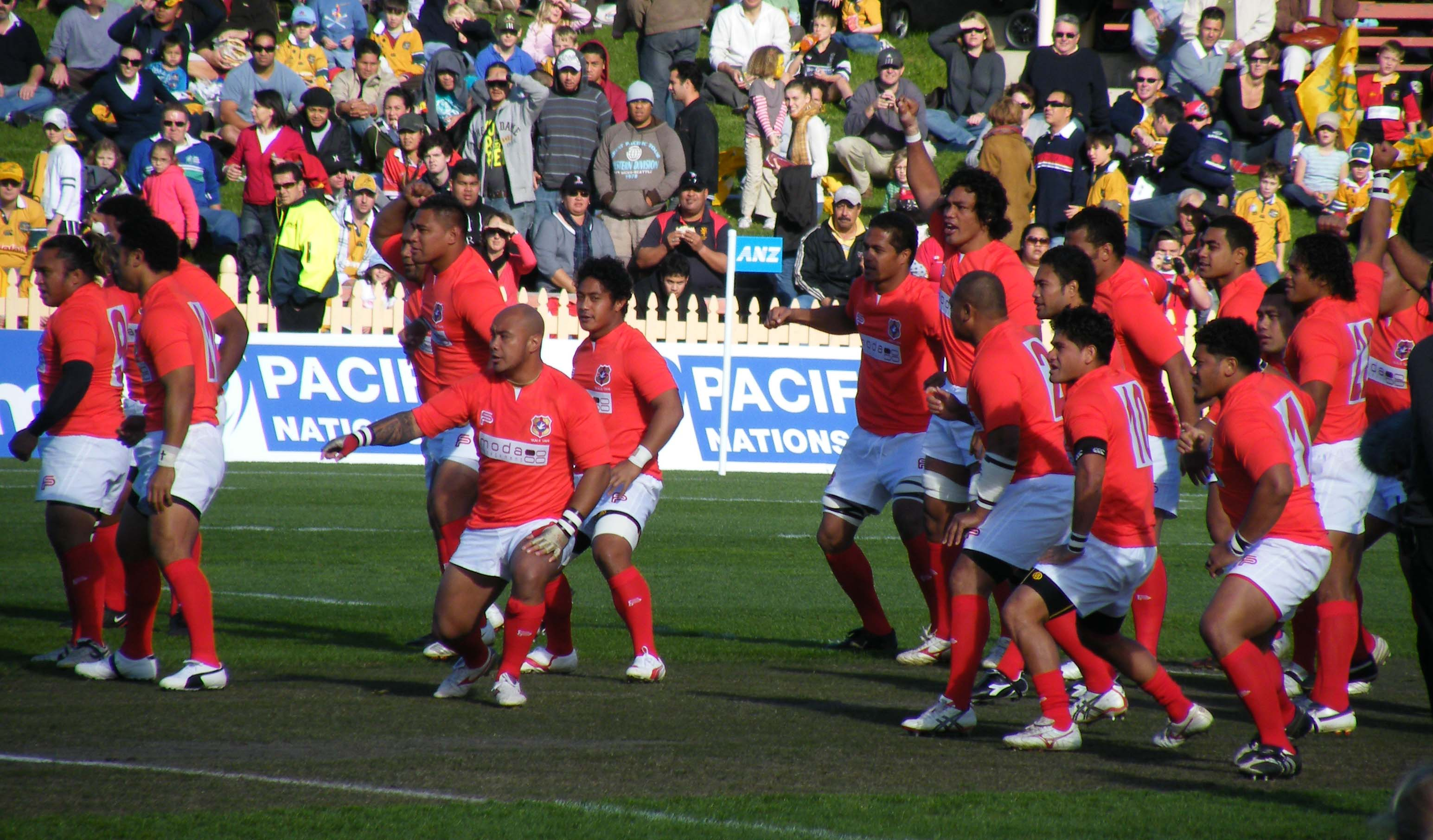
La nazionale tongana impegnata ad eseguire la Sipi Tau

Similmente ad altre nazionali di rugby del Pacifico (es. Nuova Zelanda, Figi, Samoa), prima di ogni partita ufficiale i giocatori della nazionale tongana si esibiscono in una tipica danza locale di guerra; tale danza è una forma di Kailao nota come Sipi Tau. La Kailao, originariamente importata da Wallis, viene solitamente eseguita sia nelle cerimonie pubbliche sia in quelle private.
Una delle Sipi Tau più memorabili dei tempi moderni è stata eseguita durante la Coppa del Mondo di rugby 2003 in Australia, prima dell'incontro tra Tonga e Nuova Zelanda. Gli All Blacks iniziarono la tradizionale Haka e, successivamente, i tongani risposero eseguendo la Sipi Tau in contemporanea, con i giocatori di entrambe le nazionali alla fine posizionatisi a distanza ravvicinata fra loro.

## Statistiche

### Coppa del Mondo di rugby
| Edizione | Paese organizzatore       | Posizione |
| -------- | ------------------------- | --------- |
| 1987     | Nuova Zelanda e Australia | Girone    |
| 1991     | Inghilterra               | Girone    |
| 1995     | Sudafrica                 | Girone    |
| 1999     | Galles                    | Girone    |
| 2003     | Australia                 | Girone    |
| 2007     | Francia                   | Girone    |
| 2011     | Nuova Zelanda             | Girone    |
| 2015     | Inghilterra               | Girone    |
| 2019     | Giappone                  | Girone    |
| 2023     | Francia                   | Girone    |

## Palmarès
- Pacific Tri-Nations: 3
1984, 1990, 1994